# J-6 Fregata
J-6 Fregata – polski motoszybowiec o konstrukcji laminatowej, opracowany przez Jarosława Janowskiego. Przeznaczony do szkolenia i turystyki lotniczej.

## Historia

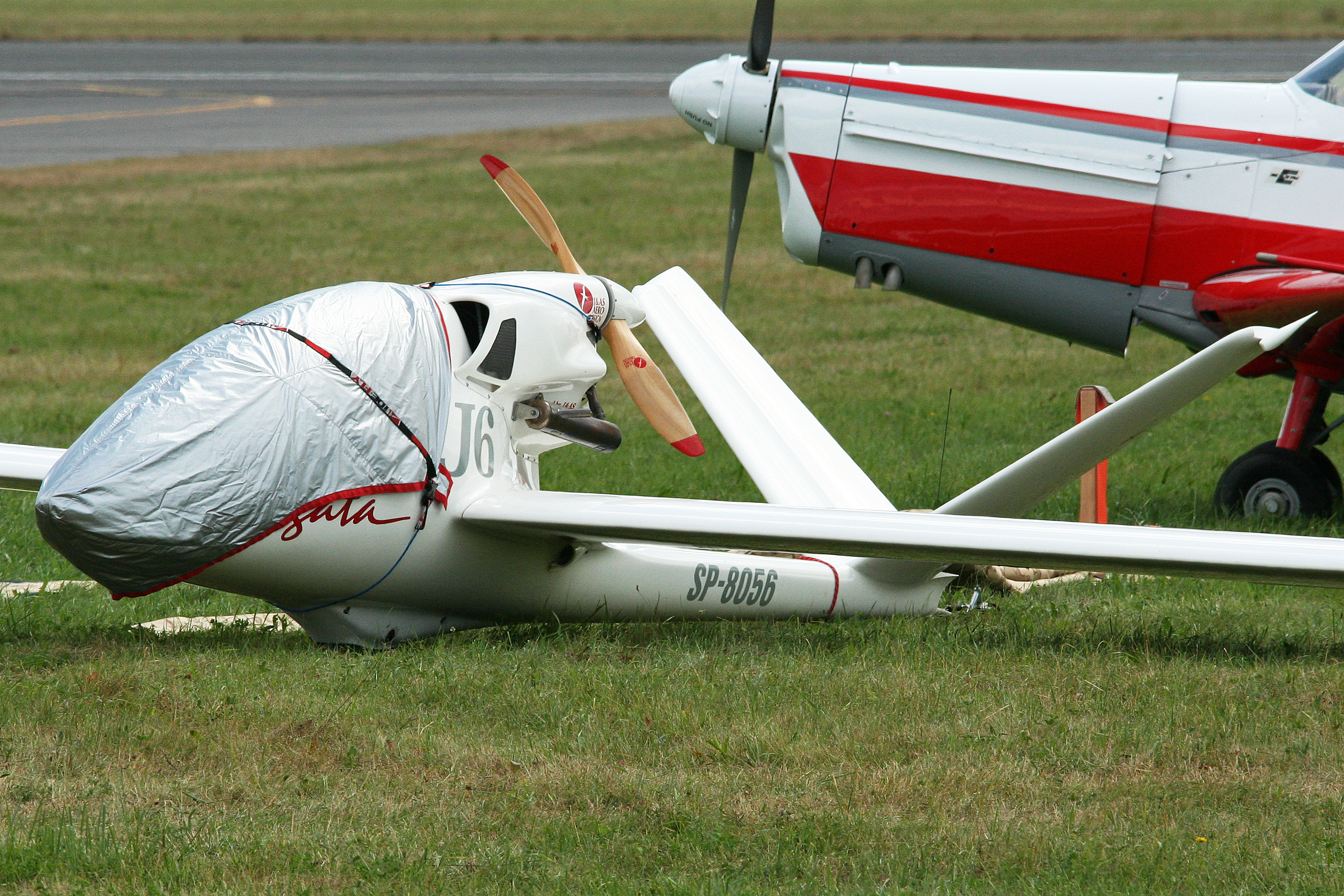
Fregata prezentowana podczas Radom Air Show, 24.08.2013 r.

Na bazie motoszybowca J-5 Marco Jarosław Janowski zaprojektował motoszybowiec J-6 Fregata, który był geometrycznym powiększeniem poprzednika ze skrzydłem o większym wydłużeniu. W założeniu była to konstrukcja przeznaczona na rynek amerykański.
Firma J & AS Aero Design Sp. z o.o rozpoczęła budowę prototypu, który został oblatany 15 grudnia 1993 r. przez Jacka Żaka. W trakcie prób okazał się, że silnik Mosler CB-40 powoduje drgania konstrukcji i podjęto decyzję o jego wymianie na silnik Aerohonda BF 45 A, powstałego na bazie przekonstruowanego silnika łodziowego Honda BF 45. Poprawiony prototyp, ze znakami rejestracyjnymi SP-P046 oblatano 24 stycznia 1994 r. jako szybowiec.
Prototyp, z zamontowanym silnikiem, został oblatany po raz trzeci w dn. 19 lipca 1995 r. przez Jerzego Kędzierskiego. W dn. 16 lipca 1996 r. pierwszy z prototypów uległ rozbiciu podczas prób flatterowych w Łodzi, pilot doświadczalny Krzysztof Kuźmiński uratował się skokiem ze spadochronem. Dalsze badania kontynuowano na drugim prototypie SP-P054. W trakcie badań otrzymał on stałe dwukołowe podwozie, zmodyfikowano także wyważenie usterzenia.
W dniu 6 marca 2002 r. oblatano kolejną wersję szybowca oznaczoną znakami rejestracyjnymi SP-8056. Inspektorat Kontroli Cywilnej Statków Powietrznych dopuścił motoszybowiec do prób fabryczno-państwowych w locie, które prowadzono w latach 2002–2009. Pilotami doświadczalnymi byli: Jerzy Kędzierski, Maciej Lasek oraz Krzysztof Kuźmiński. Przyczyną przedłużania prób były problemy finansowe firmy J & AS Aero Design, które udało się pokonać dzięki kontraktowi podpisanemu z BAE Systems.
Łącznie zbudowano ok. 30 egz., z czego 12 wykonano dla BAE Systems jako bezzałogowe statki powietrzne, 2 dla klienta z Australii oraz po jednym na zamówienia z USA i Kanady. 
Na bazie Fregaty powstał BAE HERTI – brytyjski bezzałogowy statek powietrzny przeznaczony do obserwacji i rozpoznania.

## Konstrukcja
Jednomiejscowy średniopłat o konstrukcji kompozytowej z silnikiem pchającym.
Skrzydło o konstrukcji kompozytowej, dwudzielne, jednodźwigarowe o obrysie prostokątno-trapezowym. Wyposażone w bezszczelinowe lotki i hamulce aerodynamiczne (na górnej powierzchni skrzydła). Zbiorniki paliwa umieszczone w skrzydłach. Kadłub o konstrukcji skorupowej, wykonany z kompozytu szklano-epoksydowego. Kabina pilota zakryta osłoną odchylaną na prawo, tablica przyrządów wyposażona w prędkościomierz PR250S, wysokościomierz W12S, wariometr PR-03K, zakrętomierz EZS-4K, busola magnetyczna KI-13A, radiostacja MICROAIR M760, wskaźnik temperatury oleju, wskaźnik temperatury płynu chłodzącego, obrotomierz Honda, wskaźnik poziomu paliwa. Mocowanie pedałów stałe, fotel pilota regulowany na ziemi, za nim znajduje się bagażnik. Usterzenie motylkowe (Rudlickiego) o konstrukcji kompozytowej, wyważone masowo. Podwozie jednotorowe stałe, złożone z amortyzowanego koła głównego wyposażonego w hamulec bębnowy oraz sterowanego kółka ogonowego. Dodatkowe podpórki z kółkami na końcach skrzydeł. Napęd: rzędowy trzycylindrowy bezsprężarkowy silnik tłokowy chłodzony cieczą typu Aerohonda BF 45 A o mocy startowej 37,5 kW przy 6000 obr./min. Drewniane śmigło pchające dwułopatowe J6H o stałym skoku i o średnicy 1,25 m.